# Iset (fille de Thoutmôsis III)
Pour les articles homonymes, voir Iset.
Iset est la fille de Thoutmôsis III et de son épouse secondaire Mérytrê-Hatchepsout. Elle est la cadette de Amenhotep II. Sa grand-mère paternelle est nommée aussi Iset, une prêtresse d'Isis qui est la seconde épouse de Thoutmôsis II.

## Généalogie
Iset est l'une des six enfants connus de Thoutmôsis et Mérytrê. Ses frères et sœurs sont le futur pharaon Amenhotep II, le prince Menkhéperrê et les princesses Nebetiounet, Mérytamon et une seconde Mérytamon.
Elle est représentée, avec ses sœurs et Menkhéperrê, sur une statue de leur grand-mère maternelle Houy (statue aujourd'hui au British Museum).